# Робърт Пикардо
Робърт Пикардо (на английски: Robert Picardo) (роден на 27 октомври 1953 г.) е американски актьор. Известен е с ролите си на д-р Дик Ричардс в сериала „Чайна Бийч“, Докторът в „Стар Трек: Вояджър“ и Ричард Улси в сериалите „Старгейт“, „Старгейт Атлантис“ и „Старгейт Вселена“.